# Duca di Beaufort (Francia)
Il titolo di Duca di Beaufort nella Parìa francese venne creato da Enrico IV di Francia nel 1597 per Cesare di Borbone-Vendôme, suo figlio naturale. Il nome Beaufort fa riferimento al castello omonimo nella regione dello Champagne, in Francia (oggi Montmorency-Beaufort). Trattasi dell'unico titolo nobiliare francese di cui esiste un analogo nella Parìa inglese dove il titolo di Duca di Beaufort è ancora oggi esistente, mentre quello francese si è estinto.

## Storia
Il 6 luglio 1597, Gabrielle d'Estrées, marchesa di Monceaux, amante di re Enrico IV di Francia, acquistò dalla duchessa di Guisa, erede della famiglia de Foix, la contea di Beaufort e tutte le sue dipendenze. Enrico IV, poco dopo, riunì la contea di Beaufort alla baronìa di Jaucourt ed eresse tali titoli a ducato nella parìa di Francia in favore di Cesare di Borbone, già duca di Vendôme e suo figlio naturale.
Nel 1688 il titolo venne venduto per 460.000 livres dal terzo duca a Carlo I Federico di Montmorency-Luxembourg (1662-1726), che venne creato in quello stesso anno duca di Beaufort (ma senza parìa). Il ducato venne ribattezzato «ducato di Montmorency» per non creare confusione con lettere patenti dell'ottobre del 1689.

## Duchi di Beaufort (1597-1688)
- 1597-1665: Cesare di Borbone-Vendôme (1594–1665), duca di Vendôme e I duca di Beaufort
- 1665-1669: Francesco di Borbone-Vendôme (1616–1669), II duca di Beaufort
- 1669-1688: Luigi Giuseppe di Borbone-Vendôme (1654–1712), III duca di Vendôme e III duca di Beaufort

Confluito nel titolo di Duca di Piney-Luxembourg